# Scott Fitzgerald
Scott Fitzgerald (* 28. April 1948 in Glasgow, Schottland; eigentlich William McPhail) ist ein britischer Sänger, der 1988 Großbritannien beim Eurovision Song Contest vertrat und dabei nur knapp den Sieg verfehlte.

## Karriere
Scott Fitzgerald wurde 1948 in Schottland als William McPhail geboren. Er war in seinen Jugendjahren mit einem Jesuitenpriester befreundet und ging in den 1970er Jahren mit Mike Connaris, Alan Swinden und Stefan Oprych auf Tournee, die 1979 das Plattenlabel Mcasso Music gründeten. 1974 veröffentlichte er den Popsong Judy Played the Jukebox (GTO Records).
Erstmals machte Fitzgerald Ende der 1970er Jahre als Sänger auf sich aufmerksam. Er nahm 1977 gemeinsam mit der niederländischen Sängerin Yvonne Keeley das Duett If I Had Words auf, eine Variation von Camille Saint-Saëns’ Sinfonie Nr. 3, unterlegt mit Reggae-Beats. Beide wurden dabei von dem „St. Thomas More School Choir“ begleitet. Die Single, veröffentlicht von Pepper und United Artists, konnte sich Anfang des Jahres 1978 zehn Wochen lang in den britischen Charts platzieren, wo der Titel Platz drei erreichte. In den niederländischen (sieben Wochen) und belgischen Charts (zwei Wochen) gelangte der Titel auf Platz eins. 1995 sollte das Lied für den Soundtrack des erfolgreichen australischen Familienfilms Ein Schweinchen namens Babe Verwendung finden.
Zehn Jahre nach dem Erfolg von If I Had Words gewann Fitzgerald mit dem Titel Go den britischen Vorentscheid zum Eurovision Song Contest (ESC). Mit der Ballade, komponiert und getextet von Julie Forsyth, Tochter des bekannten Entertainers Bruce Forsyth, vertrat der blonde Sänger Großbritannien 1988 beim 33. Eurovision Song Contest in Dublin. Bei der Bekanntgabe der Länderbewertungen konkurrierte Fitzgerald gemeinsam mit der für die Schweiz startenden mitfavorisierten Kanadierin Céline Dion (Ne partez pas sans moi) um den Sieg. Der Brite führte bis zur letzten Wertung aus Jugoslawien mit fünf Punkten Vorsprung. Während Fitzgerald bereits von den Fernsehproduzenten über den Ablauf der Siegerehrung informiert wurde, erhielt der britische Beitrag von der Jury aus Ljubljana überraschend keine Punkte. Dions Darbietung wurde mit sechs Punkten bewertet, wodurch die Schweiz mit nur einem Punkt Vorsprung den Sieg errang. Anrufer beklagten sich einen Tag später im britischen Radio darüber, dass das kommunistische Jugoslawien die neutrale Schweiz vor dem NATO-Mitglied Großbritannien begünstigt hätte. Go, veröffentlicht von PRT Records, war zwei Wochen lang in den britischen Charts gelistet, wo der Titel Platz 52 erreichte.
Während der ESC-Sieg der damals in Europa unbekannten 20-jährigen Céline Dion als Sprungbrett für eine Weltkarriere diente, konnte Fitzgerald in den folgenden Jahren nicht mehr an frühere Erfolge anknüpfen. Er nahm noch einmal im Jahr 1992 gemeinsam mit seiner früheren Gesangspartnerin Yvonne Keeley die Single United We Stand auf. Später verdiente er sich seinen Lebensunterhalt als Sänger auf Kreuzfahrtschiffen und in Skandinavien.
Scott Fitzgerald ist Vater von Kiley „Ki“ McPhail (auch Kiley Fitzgerald), ehemals Mitglied der britischen Band Busted.

## Diskografie
- 1974: Judy Played the Jukebox
- 1977: If I Had Words (mit Yvonne Keeley)
- 1988: Go
- 1992: United We Stand (mit Yvonne Keeley)